# محمد الغليميش
محمد الغليميش لاعب كرة قدم سعودي ، في مركز مدافع ، لعب مع نادي الشباب و نادي الشعلة.